# ブライアン・クックソン
マイケル・ブライアン・クックソン（Michael Brian Cookson OBE、1951年6月22日 - ）は、2013年9月に選出された国際自転車競技連合 (UCI) 会長。
UCI会長に就任するまで、クックソンは1997年から2013年までブリティッシュ・サイクリング（British Cycling：旧・イギリス自転車連盟 the British Cycling Federation）会長であったが、これは1996年に、債務超過に陥っていたこの組織の臨時救済委員会の一員となったことがきっかけであった。以降、クックソンは無報酬の会長職に就いて自転車競技を盛り上げ、その会長在職中にイギリス勢は、オリンピックで19個、パラリンピックで28個の金メダルを獲得し、ツール・ド・フランス優勝2回（2012年、2013年）、その他ロードレース、トラックレース、BMXなどの自転車競技で数多くの世界選手権優勝を果たした。

## 私生活
1973年に大学を出て以来、2013年3月に退職するまで、クックソンの本業はランカシャー州ペンドル (Pendle) の自治体職員（市街地再開発担当）であり、多様な側面を持つ組織の戦略的運営について広く経験を積むとともに、市街地再開発の大規模プロジェクトにおいて多数のスタッフを統率する経験も積んでいた。
クックソンは、妻サイアン (Sian) との間に3人の子をもうけており、ランカシャー州リブル・ヴァレー (Ribble Valley) に住んでいる。

## スポーツ関係の公職
自転車競技関係組織において、クックソンは、1981年から1985年まで地区のロードレース競技の事務局、1984年から1987年まで地区副会長、1993年から1997年まで地区会長を務め、さらに、1984年から1993年に当時のイギリス自転車連盟 (BCF) の競技担当執行役員、1996年以降はBFCの執行役員となった。1996年以降、クックソンは自転車競技を代表して、イギリスオリンピック委員会の一員となっている。
1986年、クックソンは国際自転車競技連合 (UCI) から審判資格を得て、ツアー・オブ・ブリテン、（ツアー・オブ・ブリテンの一環として行なわれる）ミルク・レース、ワルシャワ＝ベルリン＝プラハを結んで行なわれるピース・レース (Peace Race) をはじめ、オーストラリア、南アフリカ共和国、ドイツ、スペイン、フランスなどで開催される競技の運営に関わるようになった。クックソンは、フランス、イギリス、スイスで開催された世界選手権や、バルセロナオリンピックの運営にも関わった。
2009年、UCIの委員に選出され、2009年から2011年までシクロクロス競技の委員長に任じられ、次いで2011年からはロードレース競技の委員長となった。
2007年のツール・ド・フランスでドーピング疑惑が浮上した際には、声明を出して、主催者にクリーン・スポーツとして競技を守るよう訴えた。クックソンはまた、「ブリティッシュ・サイクルでは、最上級のポディアムレベルから、若手競技者の指導・育成に至るまで、組織を挙げて、常々強力な反ドーピングの姿勢を徹底している」とも述べた。
2013年6月4日、クックソンは自転車競技の国際組織である国際自転車競技連合 (UCI) の会長選挙に立候補することを表明した。9月27日にイタリアのフィレンツェで開催された年次総会において、クックソンは会長に選出された。

## 自転車競技との関わり
競技者としてのクックソンは、ロードレース、トラックレース、シクロクロス、マウンテンバイク競技などに参加した。競技者としての最高の成績は、1971年にレイクサイド地区ロードレース選手権で優勝したことであった。
クックソンは、第一線の競技者ではなくなってからも、L'Étape du Tour、 Fred Whitton Challenge、Ride with Brad といった、sportive と称される自転車スポーツ系のイベントに参加している。2011年には the Pyrenees Coast to Coast ride を完走し、2012年の  the National Masters Track and Road Championships も完走した。
クックソンは1969年以来、クラブ・レベルから（イギリス最高峰のロードレース・シリーズ）プレミア・カレンダーまで、様々な競技イベントの組織に関わり続けており、組織代表も務めてきた。2010年に例をとると、ロードレース全国選手権を含む the Pendle Cycle Fest の代表と務めたほか、the Colne GP circuit race、the Pendle Pedal sportive、そして、ひと夏続いた Sky Local rides for families といったイベントの代表者となっていた。

## 栄誉
クックソンは、自転車競技への貢献によって2008年の新年の叙勲において大英帝国勲章を受章し、2009年にはセントラル・ランカシャー大学 (University of Central Lancashire) から名誉フェローの称号を与えられた。
2005年10月には、3期目のイギリスオリンピック委員会の執行役員に選出され、2007年11月にもさらに再選された。